# آزمون رانندگی: اسطوره‌های مسابقه‌ای فراری
آزمون رانندگی: اسطوره‌های مسابقه‌ای فراری (به انگلیسی: Test Drive: Ferrari Racing Legends) یک بازی ویدئویی در سبک بازی ویدئویی مسابقه‌ای است که توسط رومباکس گیمز و در سال ۲۰۱۲ و در پلت‌فرم‌های اکس‌باکس ۳۶۰، پلی‌استیشن ۳، و مایکروسافت ویندوز منتشر شده‌است.

## بازتاب‌ها
| گردآورنده | امتیاز                   |
| --------- | ------------------------ |
| متاکریتیک | PS3: 62/100 X360: 61/100 |

| ناشر                   | امتیاز |
| ---------------------- | ------ |
| گیم اینفورمر           | 6.5/10 |
| گیم‌اسپات               | 5.5/10 |
| آی‌جی‌ان                 | 6.5/10 |
| اواکس‌ام (بریتانیا)     | 7/10   |
| اواکس‌ام (ایالات متحده) | 5/10   |